# Wazuka
Wazuka (jap. 和束町 Wazuka-chō) – miasto w Japonii, na wyspie Honsiu, w prefekturze Kioto. Według danych na rok 2020 miejscowość zamieszkiwało 3 478 mieszkańców , a gęstość zaludnienia wyniosła 53,6 os./km².

## Galeria

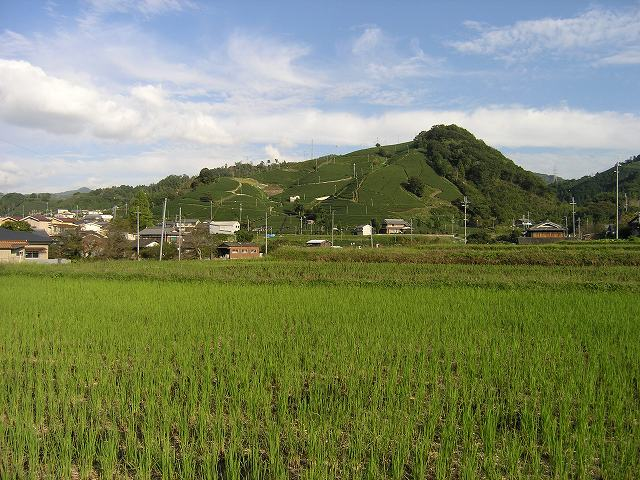
Pole uprawne
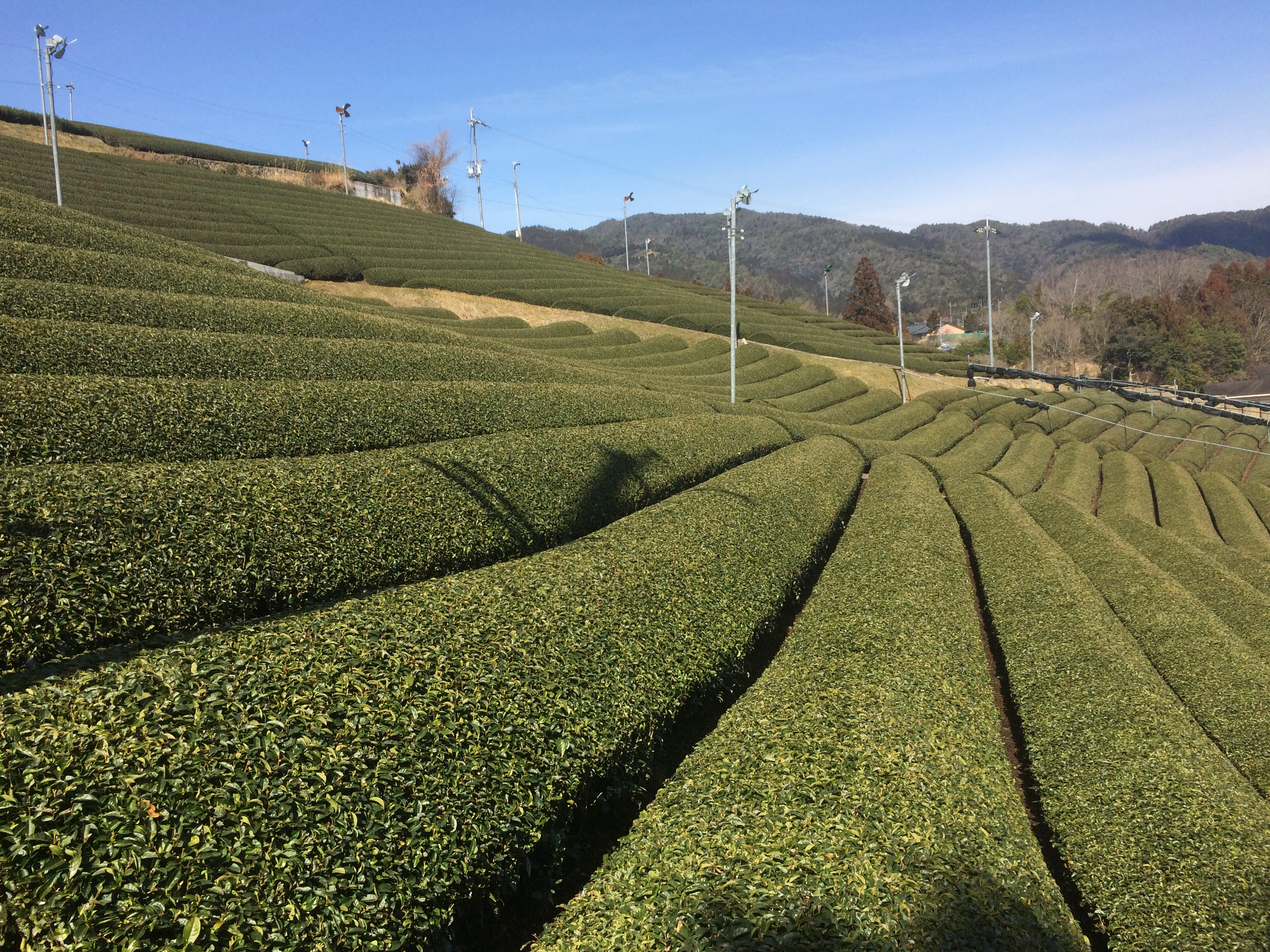
Plantacja herbaty
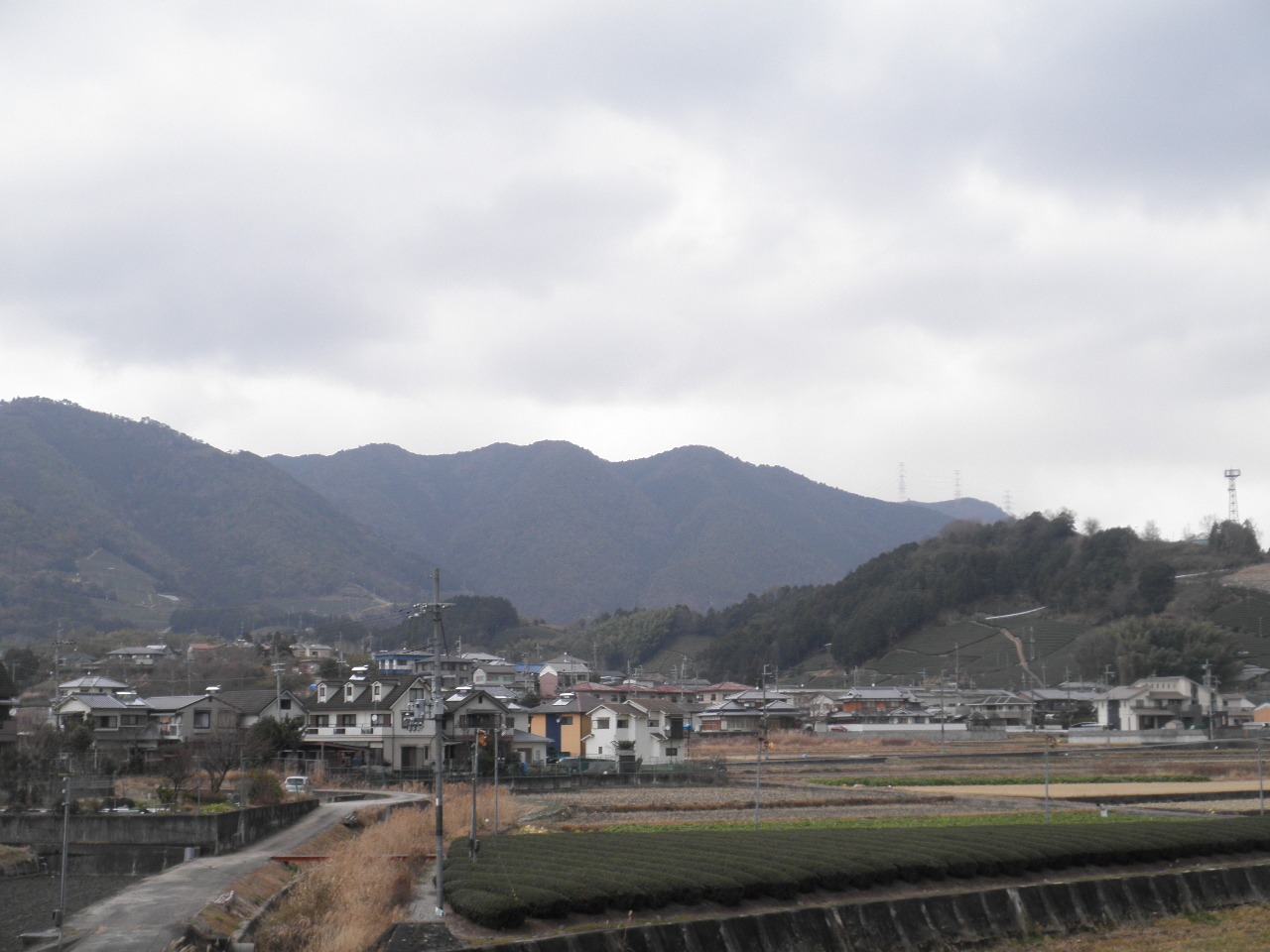
Centrum miata
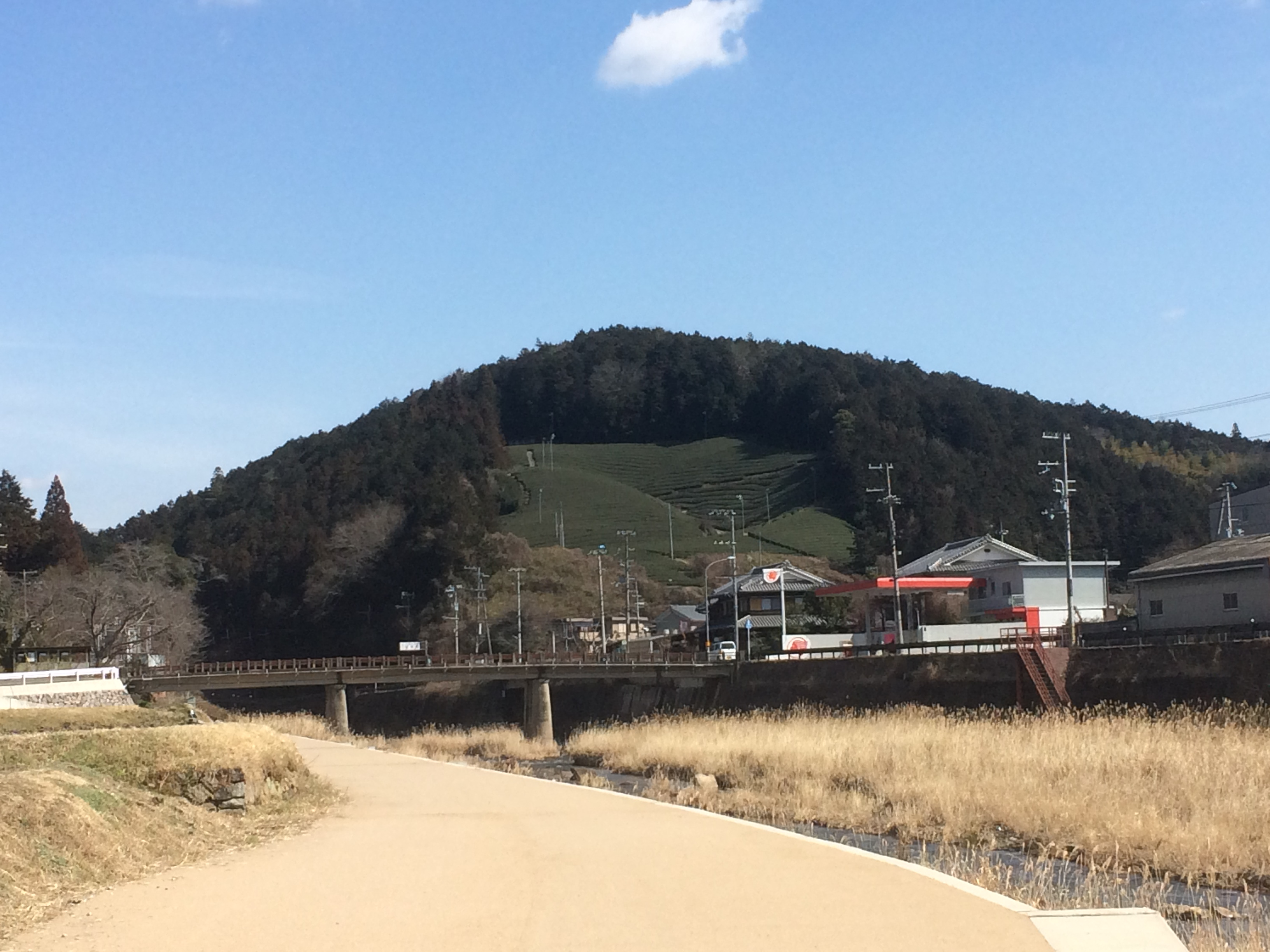
Góra Syohōjisan
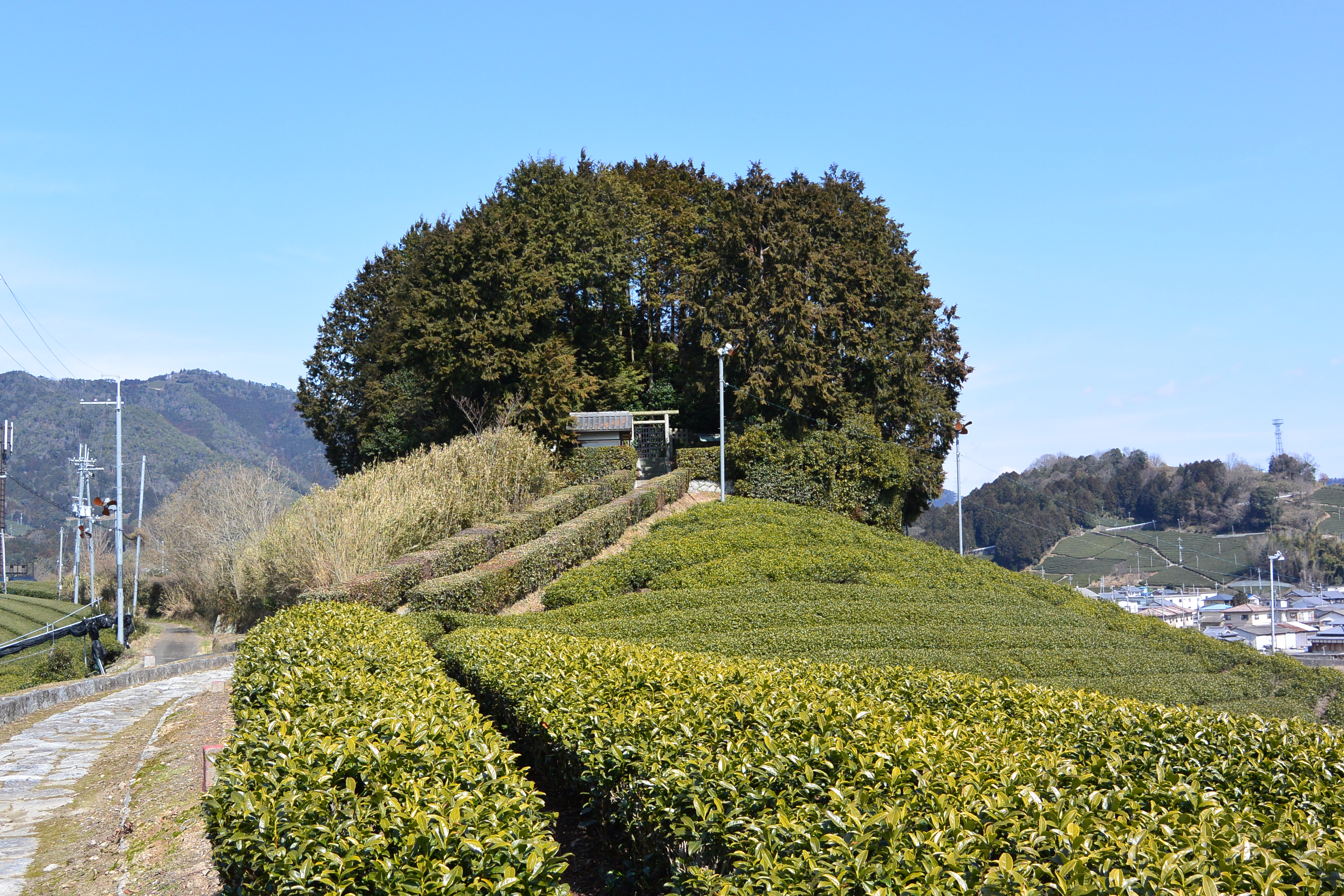
Grobowiec Asakasinnō
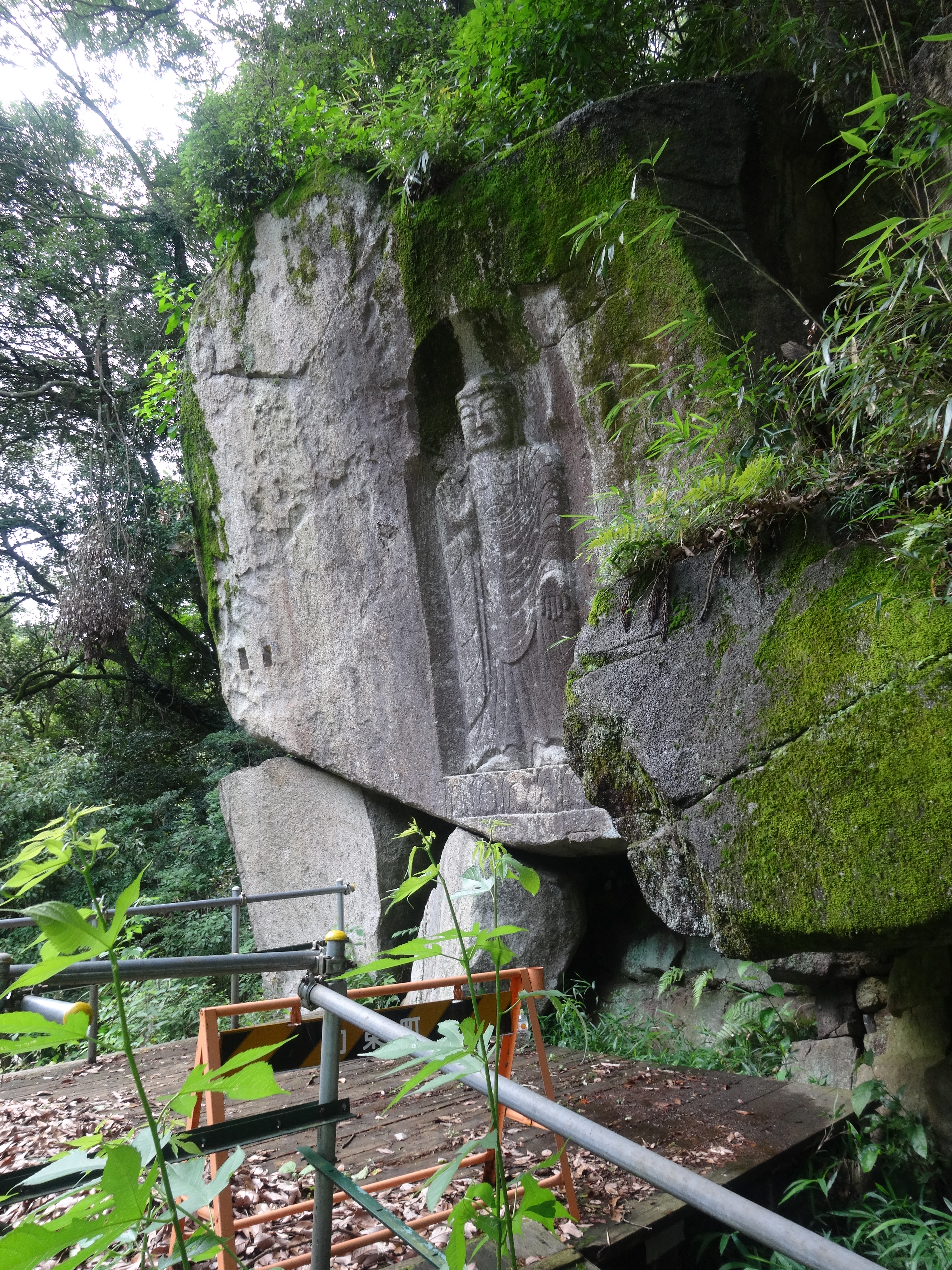
Wazuka Magaibutsu
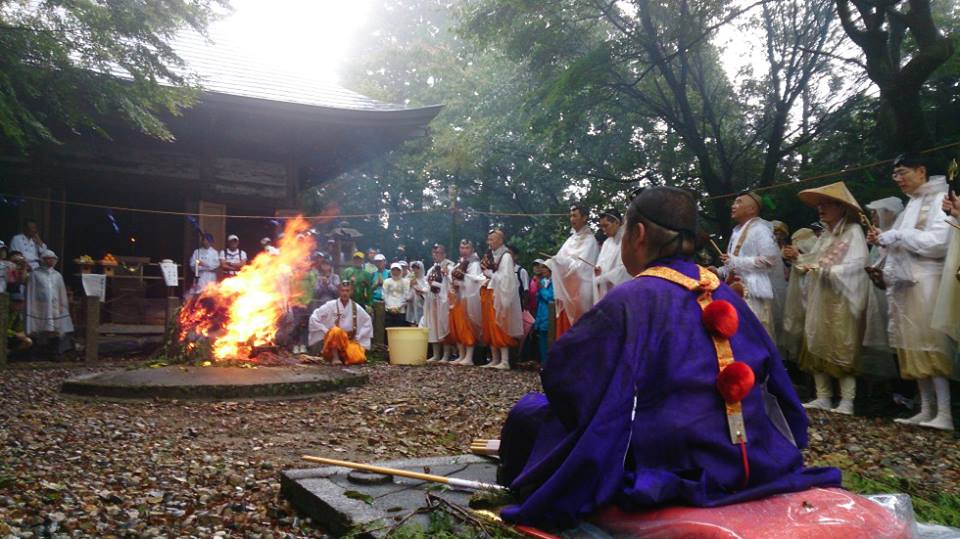
Świątynia Kontaiji Goma Hōyō
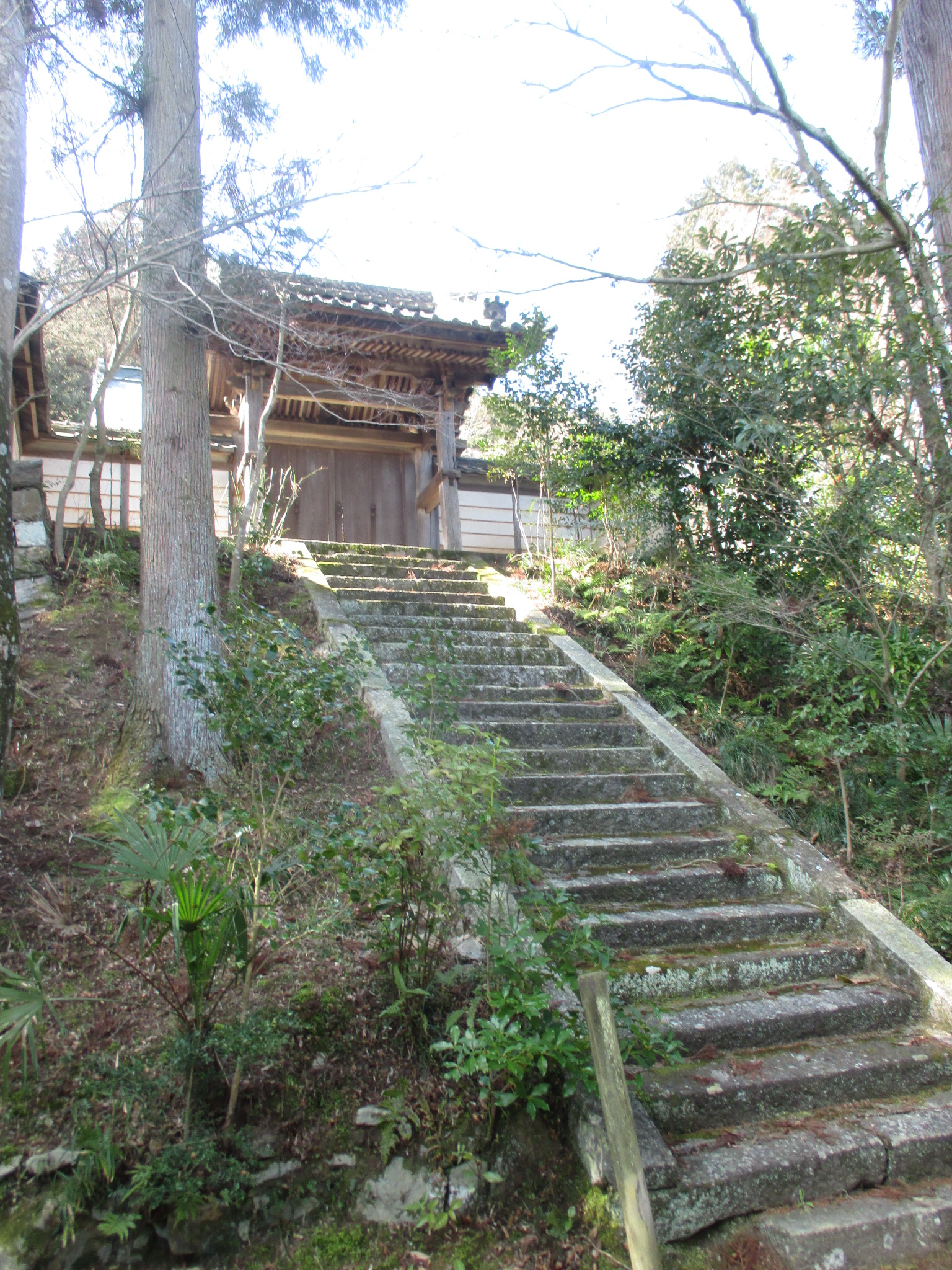
Świątynia Syohoji
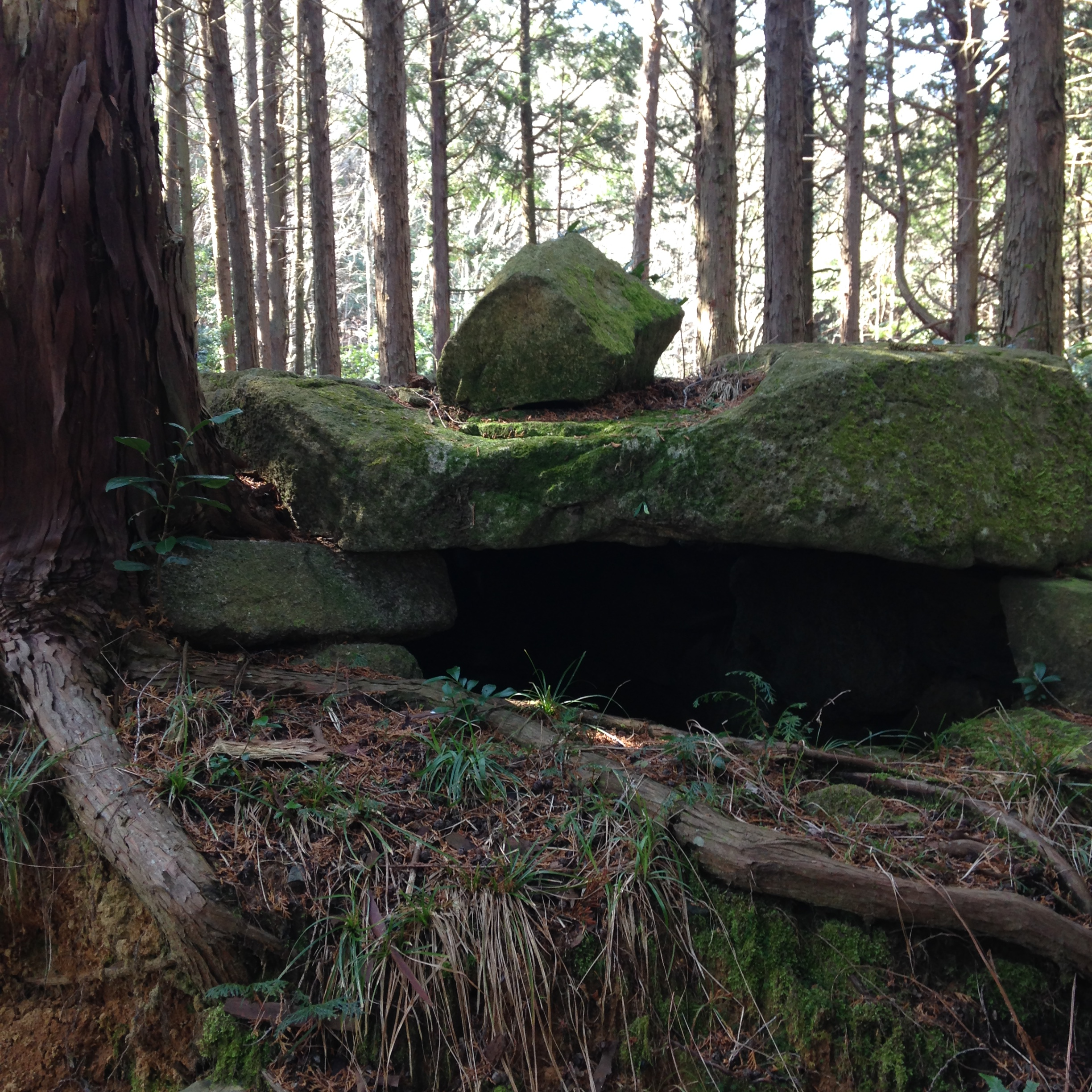
Grobowiec Sakajiri